# Смолій Іван
Іван Смолій (*14 серпня 1915, Михновиць — †1984) — український письменник і журналіст (фейлетони під псевд. Клим Булька), редактор, член ОУП «Слово».

## З біографії
Народився 14 серпня 1915 року в селі Михновиць, повіт Турка на Бойківщині. Рано втратив матір, потім батька. Закінчив гімназію у Перемишлі. Студіював філософію, учителював. Дебютував у 1937 році у місті Львові оповіданням «Зустріч», там таки вийшла 1939 його п'єса «Життя на вазі».
З 1944 на еміграції у Німеччині, з 1947 року — в США. Працював журналістом, був редактором тижневика «Народна воля» — органу Українського Братського Союзу — у Скрентоні. На еміграції появилися: збірки оповідань «Дівчина з Вінниці» (1947), «Манекени» (1956), «Зрада» (1959); повісті «Кордони падуть» (1951), «У зеленому Підгір'ї» (1960); казкове оповідання «Сонцебори» (1960).
Помер 1984 року в місті Ютика, штат Нью-Йорк, похований там же.

## Творчість
Автор п'єс «Життя на вазі» (1939), «Ніч над пшеничною землею» (1954); збірок оповідань «Дівчина з Вінниці» (1947), «Манекени» (1956), «Зрада» (1959), «Сонцебори» (1960); повістей «Кордони падуть» (1951), «У зеленому підгір'ї» (1960); роману «Неспокійна осінь» (1981).

### Окремі видання
- Смолій І. Дівчина з Вінниці [Архівовано 30 вересня 2013 у Wayback Machine.]. Оповідання. — Реґенсбурґ: Українське слово, 1947. — 94 с.
- Смолій І. Кордони падуть [Архівовано 4 березня 2016 у Wayback Machine.]. Повість. — Вінніпег: Вид-во І. Тиктора, 1951. — 159 с.
- Смолій І. Манекени [Архівовано 4 березня 2016 у Wayback Machine.]. Новелі. — Буенос-Айрес: Вид-во М. Денисюка, 1956. — 151 с.
- Смолій І. Зрада [Архівовано 4 березня 2016 у Wayback Machine.]. Оповідання. — Буенос-Айрес: Вид-во Ю. Середяка, 1959. — 152 с.
- Смолій І. У зеленому підгір'ї [Архівовано 24 лютого 2014 у Wayback Machine.]. Повість. — Джерсі-Ситі — Нью-Йорк: Свобода, 1960. — 190 с.
- Смолій І. Неспокійна осінь. Роман. — Нью-Йорк: Сучасність, 1981. — 376 с.